# Frans (Sänger)

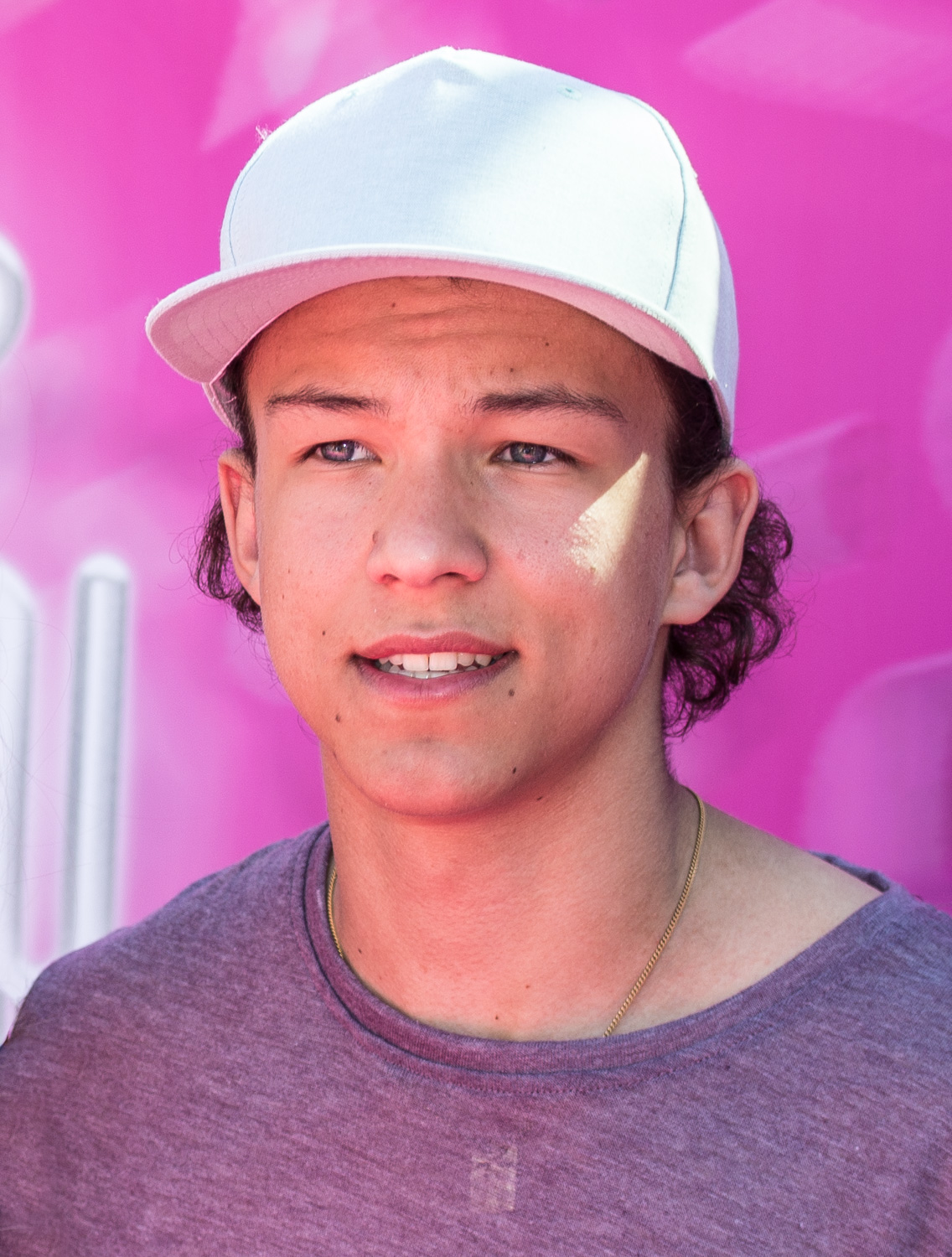
Frans (2016)

Frans Jeppsson-Wall (* 19. Dezember 1998 in Ystad, Skåne län), bekannt unter seinem Vornamen Frans, ist ein schwedischer Sänger.

## Leben und Karriere
Jeppsson-Wall wurde im Dezember 1998 in Ystad in der Provinz Skåne län geboren. Sein in Nigeria geborener Vater Mark Wall ist halb britischer und halb nigerianischer Abstammung, seine Mutter ist Schwedin. Frans ist zweisprachig (Englisch/Schwedisch) aufgewachsen und verbrachte einen Teil seines Lebens in London, wo er im Alter von 15 Jahren auch ein Jahr Musik studierte. Er lebt in Ystad.

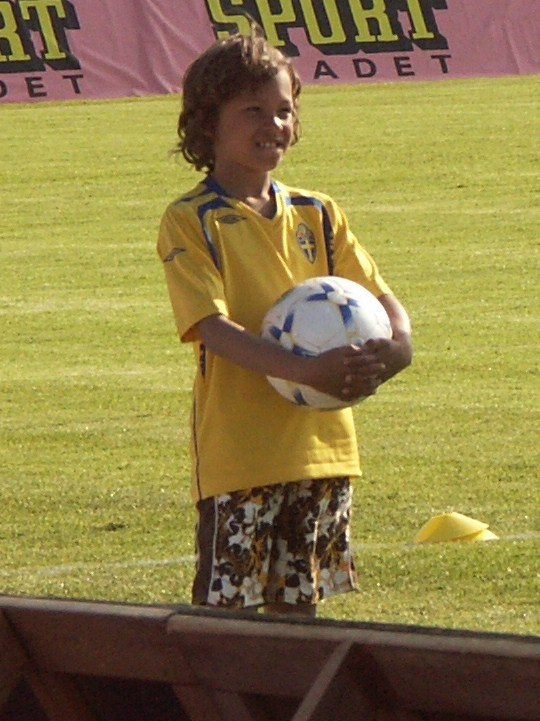
Frans Jeppsson-Wall (Mai 2008)

2006 gelang ihm gemeinsam mit der schwedischen Rockband Elias der Durchbruch. Die Fußball-Hymne Who’s da Man, die dem Fußballspieler Zlatan Ibrahimović gewidmet ist, erreichte schnell Platz eins der Singlecharts und konnte sich dort 13 Wochen halten. Im Dezember desselben Jahres veröffentlichte Jeppsson-Wall den Song Kul med Jul. Zur Fußball-Europameisterschaft 2008 kooperierte er erneut mit Elias und veröffentlichte das Lied Fotbollsfest, welches sich ebenfalls auf Platz eins platzieren konnte und zur Unterstützung der schwedischen Fußballnationalmannschaft dienen sollte.

### Eurovision Song Contest
Nach einer mehrjährigen Pause kehrte Jeppsson-Wall 2016 ins Musikgeschäft zurück und nahm am schwedischen Vorentscheid zum Eurovision Song Contest, dem Melodifestivalen 2016, teil. Mit seinem Song If I Were Sorry setzte er sich im vierten Halbfinale am 27. Februar gegen seine Konkurrenz durch und qualifizierte sich direkt für das Finale am 12. März in der Friends Arena in Stockholm. Das Lied erreichte nach der Veröffentlichung Platz eins der Downloadcharts und stellte mit mehr als 500.000 Streams am Tag einen Rekord für die meisten Streams an einem Tag in Schweden auf. In der darauffolgenden Woche führte das If I Were Sorry die schwedischen Singlecharts an. In der Finalrunde des Landesentscheides setzte er sich gegen Oscar Zia durch und vertrat daher Schweden beim Eurovision Song Contest. Mit jenem erfolgreichen Lied erreichte Frans Jeppsson-Wall schlussendlich im Finale des Eurovision Song Contest am 14. Mai 2016 mit 261 Punkten den fünften Platz.

## Diskografie

### Alben
| Jahr | Titel  | Höchstplatzierung, Gesamtwochen, AuszeichnungChartplatzierungen (Jahr, Titel, Platzierungen, Wochen, Auszeichnungen, Anmerkungen) | Höchstplatzierung, Gesamtwochen, AuszeichnungChartplatzierungen (Jahr, Titel, Platzierungen, Wochen, Auszeichnungen, Anmerkungen) | Höchstplatzierung, Gesamtwochen, AuszeichnungChartplatzierungen (Jahr, Titel, Platzierungen, Wochen, Auszeichnungen, Anmerkungen) | Höchstplatzierung, Gesamtwochen, AuszeichnungChartplatzierungen (Jahr, Titel, Platzierungen, Wochen, Auszeichnungen, Anmerkungen) | Höchstplatzierung, Gesamtwochen, AuszeichnungChartplatzierungen (Jahr, Titel, Platzierungen, Wochen, Auszeichnungen, Anmerkungen) | Anmerkungen                         |
| Jahr | Titel  | DE | AT | CH | UK | SE | Anmerkungen                         |
| ---- | ------ | --- | --- | --- | --- | --- | ----------------------------------- |
| 2006 | Da Man | — | — | — | — | SE20 (3 Wo.)SE | Erstveröffentlichung: Dezember 2006 |

### Singles als Leadmusiker
| Jahr | Titel Album        | Höchstplatzierung, Gesamtwochen, AuszeichnungChartplatzierungen (Jahr, Titel, Album, Platzierungen, Wochen, Auszeichnungen, Anmerkungen) | Höchstplatzierung, Gesamtwochen, AuszeichnungChartplatzierungen (Jahr, Titel, Album, Platzierungen, Wochen, Auszeichnungen, Anmerkungen) | Höchstplatzierung, Gesamtwochen, AuszeichnungChartplatzierungen (Jahr, Titel, Album, Platzierungen, Wochen, Auszeichnungen, Anmerkungen) | Höchstplatzierung, Gesamtwochen, AuszeichnungChartplatzierungen (Jahr, Titel, Album, Platzierungen, Wochen, Auszeichnungen, Anmerkungen) | Höchstplatzierung, Gesamtwochen, AuszeichnungChartplatzierungen (Jahr, Titel, Album, Platzierungen, Wochen, Auszeichnungen, Anmerkungen) | Anmerkungen                                |
| Jahr | Titel Album        | DE | AT | CH | UK | SE | Anmerkungen                                |
| ---- | ------------------ | --- | --- | --- | --- | --- | ------------------------------------------ |
| 2006 | Kul med Jul Da Man | — | — | — | — | SE24 (3 Wo.)SE | Erstveröffentlichung: Dezember 2006        |
| 2008 | Fotbollsfest –     | — | — | — | — | SE1 Gold · (8 Wo.)SE | Erstveröffentlichung: Mai 2008 feat. Elias |
| 2016 | If I Were Sorry –  | DE12 Gold · (23 Wo.)DE | AT2 Gold · (18 Wo.)AT | CH25 (18 Wo.)CH | UK61 (1 Wo.)UK | SE1 ×7Siebenfachplatin · (25 Wo.)SE | Erstveröffentlichung: 28. Februar 2016     |
| 2016 | Young Like Us –    | — | — | — | — | SE89 (1 Wo.)SE | Erstveröffentlichung: Juni 2016            |

Weitere Singles
- 2017: Liar
- 2019: One Floor Down
- 2019: Snakes
- 2019: Do It Like You Mean It (feat. Yoel905)
- 2019: Amsterdam

### Singles als Gastmusiker
| Jahr | Titel Album          | Höchstplatzierung, Gesamtwochen, AuszeichnungChartplatzierungen (Jahr, Titel, Album, Platzierungen, Wochen, Auszeichnungen, Anmerkungen) | Höchstplatzierung, Gesamtwochen, AuszeichnungChartplatzierungen (Jahr, Titel, Album, Platzierungen, Wochen, Auszeichnungen, Anmerkungen) | Höchstplatzierung, Gesamtwochen, AuszeichnungChartplatzierungen (Jahr, Titel, Album, Platzierungen, Wochen, Auszeichnungen, Anmerkungen) | Höchstplatzierung, Gesamtwochen, AuszeichnungChartplatzierungen (Jahr, Titel, Album, Platzierungen, Wochen, Auszeichnungen, Anmerkungen) | Höchstplatzierung, Gesamtwochen, AuszeichnungChartplatzierungen (Jahr, Titel, Album, Platzierungen, Wochen, Auszeichnungen, Anmerkungen) | Anmerkungen                                           |
| Jahr | Titel Album          | DE | AT | CH | UK | SE | Anmerkungen                                           |
| ---- | -------------------- | --- | --- | --- | --- | --- | ----------------------------------------------------- |
| 2006 | Who’s da’ Man Da Man | — | — | — | — | SE1 Platin · (28 Wo.)SE | Erstveröffentlichung: Dezember 2006 Elias feat. Frans |

Weitere Gastbeiträge
- 2018: Loving U (Nicole Cross feat. Frans)

## Auszeichnungen für Musikverkäufe
| 2× Platin-Schallplatte - Polen - 2017: für die Single If I Were Sorry |

Anmerkung: Auszeichnungen in Ländern aus den Charttabellen bzw. Chartboxen sind in ebendiesen zu finden.
| Land/RegionAuszeichnungen für Musikverkäufe (Land/Region, Auszeichnungen, Verkäufe, Quellen) | Gold     | Platin       | Verkäufe | Quellen              |
| -------------------------------------------------------------------------------------------- | -------- | ------------ | -------- | -------------------- |
| Deutschland (BVMI)                                                                           | Gold1    | —            | 200.000  | musikindustrie.de    |
| Österreich (IFPI)                                                                            | Gold1    | —            | 15.000   | ifpi.at              |
| Polen (ZPAV)                                                                                 | —        | 2× Platin2   | 40.000   | olis.pl              |
| Schweden (IFPI)                                                                              | Gold1    | 8× Platin8   | 310.000  | sverigetopplistan.se |
| Insgesamt                                                                                    | 3× Gold3 | 10× Platin10 |          |                      |